# Stenoma dryocosma
Stenoma dryocosma es una especie de polilla del género Stenoma, orden Lepidoptera.
Fue descrita científicamente por Meyrick en 1918.

## Distribución
Se distribuye por Guayanas y Brasil.